# Kap Vahsel (Antarktika)
Kap Vahsel ist ein Kap an der Luitpold-Küste des ostantarktischen Coatslands.
Teilnehmer der Zweiten Deutschen Antarktisexpedition (1911–1912) unter Wilhelm Filchner entdeckten und kartierten es. Filchner benannte es nach Richard Vahsel (1868–1912), Kapitän des Expeditionsschiffs Deutschland, der im Zuge dieser Forschungsreise während der Eisdrift durch das Weddell-Meer am 8. August 1912 gestorben war.